# کومبرگ
کومبرگ (به آلمانی: Kaumberg) یک منطقهٔ مسکونی در اتریش است که در ناحیه لیلینفلد واقع شده‌است. کومبرگ ۱٬۰۴۹ نفر جمعیت دارد.